# Vanessa Gilles
Vanessa Brigitte Gilles (Châteauguay, 11 de março de 1996) é uma futebolista canadense que atua como zagueira. Atualmente joga pelo Angel City FC.

## Carreira
Originalmente tenista, na adolescência, Gilles deixou o esporte para mudar para o futebol. Depois de tentar brevemente jogar como goleira, ela se tornou zagueira. Em 10 de novembro, ela fez sua estreia oficial pela seleção nacional em uma vitória por 3-0 contra a Nova Zelândia no Torneio Internacional de Yongchuan de 2019.

## Títulos
Apollon Limassol
- Cypriot Women's Cup: 2018

Canadá
- Jogos Olímpicos: 2020 (medalha de ouro)